# Islam in Palau
Islam in Palau wird durch etwa 400 Arbeitsmigranten aus Bangladesch praktiziert, sowie durch einige aus dem Gefangenenlager der Guantanamo Bay Naval Base nach Palau entlassene Uiguren. Es gibt zwei Moscheen in Palau, eine davon in Koror.